# Daniela Velasco
Daniela Velasco (n. 24 august 1995, Ciudad de México, Mexic) este o atletă ce a reprezentat Mexic. A participat la trei ediții ale Jocurilor Paralimpice (2012, 2016, 2024) în care a câștigat o medalie de bronz.